# كينيث أ. روبرتس
كينيث أ. روبرتس هو ضابط وسياسي أمريكي، ولد في 1 نوفمبر 1912 في بيدمونت في الولايات المتحدة، وتوفي في 9 مايو 1989 في بوتوماك (ماريلند) في الولايات المتحدة بسبب قصور القلب. نشط حزبياً في الحزب الديمقراطي. وقد انتخب عضو مجلس النواب الأمريكي.